# Pauridiantha le-testuana
Pauridiantha le-testuana är en måreväxtart som först beskrevs av Nicolas Hallé, och fick sitt nu gällande namn av Ntore och Steven Dessein. Pauridiantha le-testuana ingår i släktet Pauridiantha och familjen måreväxter.
Artens utbredningsområde är Gabon. Inga underarter finns listade i Catalogue of Life.